# Thurwieserspitze
Die Thurwieserspitze (italienisch Punta Thurwieser) ist ein 3652 Meter hoher Berg im Kristallkamm, einer vom Stilfser Joch bis zum Ortlerpass verlaufenden Bergkette der westlichen Ortler-Alpen, einem Gebirge der südlichen Ostalpen. Er liegt genau auf der Grenze zwischen den italienischen Provinzen Bozen – Südtirol und Sondrio im Nationalpark Stilfserjoch. Seinen Namen hat er in den 1860er Jahren von dem Wiener Geologen und Mitbegründer des Österreichischen Alpenvereins, Edmund von Mojsisovics erhalten, zu Ehren des Alpinisten, Meteorologen und Priesters Karl Thurwieser. Der Berg erscheint von Osten her als eine ebenmäßig geformte Firnpyramide und sendet in Ost-West-Richtung ausgeprägte Grate aus, die den Kristallkamm bilden. Der Gipfel der Thurwieserspitze ist mit der westlich gelegenen Trafoier Eiswand durch den knapp einen Kilometer langen Bäckmanngrat, benannt nach dem Petersburger Naturforscher und Staatsrat Carl Bäckmann, verbunden. Zuerst bestiegen wurde die Spitze am 20. August 1869 durch den Stuttgarter Alpinisten Theodor Harpprecht und dem Bergführer Josef Schnell aus Kals am Großglockner, nachdem ein erster Versuch durch einen Leutnant Scheibler aus dem k. k. Pioniercorps von Sulden aus mit dem Bergführer Johann Pinggera fehlgeschlagen war. Als erste Bergsteigerin erreichte Rose von Rosthorn-Friedmann am 22. Juli 1888 den Gipfel. Heute wird die Thurwieserspitze vom südlich gelegenen Rifugio Quinto Alpini (Alpinihütte) aus begangen.

## Geologie
- Siehe Monte Zebrù

## Umgebung
Die Thurwieserspitze ist im Norden und Osten von Gletschern umgeben. Am Fuß der Nordwand liegt der spaltenreiche Zirkusferner (Vedretta del Circo), der zum südöstlichen Nährgebiet des Nasenhornferners (Vedretta del Naso) gehört, und im Osten erstreckt sich der Zebruferner (Vedretta dello Zebrù). Der nächstgelegene Gipfel im Verlauf des Bäckmanngrats ist im Westen die 3565 Meter hohe Trafoier Eiswand. Gegen Nordosten folgen im Gratverlauf nach dem Einschnitt des Thurwieserjochs zunächst der Große Eiskogel (3547 Meter) und getrennt durch den nordöstlich gelegenen Ortlerpass (Passo dell’Ortles), auf 3353 Metern Höhe gelegen, der Ortler (Ortles) mit einer Höhe von 3905 Metern. Östlich, jenseits des Zebruferners liegt der Monte Zebrù mit einer Höhe von 3735 Metern. Das Dorf Trafoi im Trafoital liegt etwa sechs Kilometer Luftlinie in nördlicher Richtung, Sulden im Suldental liegt etwa sechs Kilometer in nordöstlicher Richtung.

## Stützpunkte und Besteigung
Der Weg der Erstbesteiger im Jahr 1869 führte von Trafoi im Norden her kommend in südlicher Richtung an den Heiligen Drei Brunnen (Santuario delle Tre Fontane) vorbei auf den Niederen Ortlerferner (Vedretta Bassa dell' Ortles) und hinauf zum Thurwieserjoch (Passo Thurwieser, auf 3480 Metern Höhe gelegen). Über den Ostgrat erreichte man den Gipfel in knapp 10 Stunden. Nach einem Aufenthalt von sieben Minuten auf dem Gipfel bei klirrender Kälte begann man den Abstieg nach Süden über den Zebruferner. Hierfür waren gut fünf Stunden bis hinunter zur Alpe Il Pastore (2168 m) im oberen Zebrutal (Val Zebrù) erforderlich. 
Die Aufstiegsroute über den scharf geschnittenen, bis 50° geneigten, im Sommer oft von Blankeis überzogenen Ostgrat ist auch heute noch der Normalweg, der aber nur als Hochtour mit entsprechender Ausrüstung und Gletschererfahrung begangen werden kann. Als Stützpunkt für diesen Weg dient das Rifugio V° Alpini auf 2878 Metern Höhe, östlich oberhalb von Sant’Antonio im Val Zebrù. Die Gehzeit beträgt laut Literatur etwa drei Stunden. Sehr schwierige kombinierte (Fels/Eis) Kletterrouten in den Schwierigkeitsgraden UIAA II bis IV+ führen seit 1895 durch die Südostwand (UIAA II), 1929 über den Südgrat (UIAA III), Südwestwand (Zsigmondyweg) (UIAA II) und seit 1940 durch die Ostwand im UIAA-Grad IV+. Eine klassische alpinistische Tour verläuft über den Bäckmanngrat hinüber zur Trafoier Eiswand im UIAA-Grad III bis IV und einer Eisneigung von 55°.